# Kunie Shishikura
Setsuko Yosjida, född 13 juli 1946 i Chiba, var en japansk volleybollspelare.
Shishikura blev olympisk silvermedaljör i volleyboll vid sommarspelen 1968 i Mexico City.